# حارثة بن بدر الغداني
أبو العنابس حارثة بن بدر بن الحُصَين الغُدَاني اليربوعي التميمي البصري (5 ق هـ - 65 هـ / 617 م - 685 م) تابعي من أشراف العرب وساداتهم من أهل البصرة كان سيداً شريفاً فارساً شاعراً، وله أخبار في الفتوحات الإسلامية وأخبار مع عمر بن الخطاب وعلي بن أبي طالب ومعاوية بن أبي سفيان ، وكان صديقاً لوالي العراق زياد بن أبيه، وتولى قتال الأزارقة الخوارج عام 65 هـ فحاربهم في معركة دولاب وقُتَل في تلك المعركة.
اشتَهَر ببيته:

## نسبه
- هو حارثة بن بدرٍ بن الحُصَين بن قطن بن مالك بن غُدَانة وهو أشرس بن يربوع بن حنظلة بن مالك بن زيد مناة بن تميم الغُدَاني اليربوعي الحنظلي التميمي البصري،[1] ويُكَنى بأبي العنابس.[4][5]
- وأمه هي أم حارثة الصدوف بنت صدي من بني صريم بن مقاعس بن عمرو بن كعب بن سعد بن زيد مناة بن تميم